# Хирономија
Хирономија представља начин дириговања у православној појачкој пракси. 
Сматра се да води порекло још од VIII века и светих Козме Мајумског и Јована Дамаскина. Односи се на покрете руке појца, или пак водећег појца, који тиме води и друге у певници.
Јован Кукузељ и његови следбеници, посебно теоретичар Мануил Хрисафис, систематски су радили на утврђивању мелодијских украса, које су означавали и одређеним графичким симболима. Тако су настали многобројни хирономијски, велики знаци. Ови знаци су посебно разноврсни и многобројни у поствизантијским неумским изворима XVIII века. Такви су и хиландарски - грчки и старословенски - рукописи XVIII века.

## Историја
Хирономски метод управљања музичком групом коришћен је у време када није постојао систем нотног записа са прецизним бележењем висине и трајања звукова. Уместо тога, коришћени су конвенционални знаци, уз помоћ којих је диригент као да осликава општи обрис мелодије. Померањем шаке и прстију обе руке указивао је извођачима на темпо, ритам, смер мелодије, динамику и агогију. Гестове рукама допуњавали су покрети главе и изрази лица.
Хирономија је настала много пре наше ере на Истоку и практикована је у староегипатској, старогрчкој, ранохришћанској, византијској, средњовековној западноевропској и јеврејској литургијској музици. Средњовековни систем ненеутралне нотације је повезан са њим.
Мнемотехника је играла главну улогу у хирономији, пошто је значење које се придавало појединачним покретима било условно и захтевало је памћење. Осим тога, у овом систему није било уједињења: свака црква и сваки манастир имали су свог кућног управитеља, који је мелодију показивао на свој начин. Чувени средњовековни теоретичар музике Гвидо д'Ареко први је покушао да поправи знакове прихваћене у хирономији и сваком од њих додели одређено значење заједничко свима. Створио је посебан сто, који је постао познат као "Гуидонова рука". Била је то слика длана, на којој су степени скале показивали четрнаест фаланги и зглобова леве руке. Приликом дириговања, управник хора показивао је на њих прстима десне руке; Постојали су засебни знаци који су показивали нијансе.
Временом су се појавили и други хирономски системи, који су постојали све до 16. века, када је хирономију заменило откуцавање времена батутом. У извесној мери, хеирономија се може сматрати претечом савременог мануелног дириговања, иако нема директног утицаја због превелике временске дистанце између два система. Међутим, и данас хорски диригенти могу да користе одређене хирономске технике.